# Mashable
Mashable è un sito web d'attualità statunitense in forma di blog. Il sito è stato lanciato nel luglio 2005 da Pete Cashmore dalla sua abitazione ad Aberdeen in Scozia. Secondo Technorati, Mashable è il terzo blog più popolare al mondo.
Con oltre 30 milioni di pagine visualizzate al mese e un posizionamento accertato dalla Alexa nei primi duecentocinquanta posti Mashable si classifica come uno dei più grandi siti del mondo. Il sito ha un largo seguito anche attraverso molti social network. A luglio 2014, si contano oltre 4.1 milioni di contatti su Twitter e oltre 2 milioni su Facebook.
Nel dicembre 2017 il sito viene acquistato per 50 milioni di dollari dalla casa editrice Ziff Davis, la quale provvede a licenziare 50 membri dello staff, preservando tuttavia il management. Precedentemente Mashable aveva accumulato 4,2 milioni di dollari di perdite.
In seguito ad un accordo tra Ziff Davis e GEDI Gruppo Editoriale è stata lanciata il 23 settembre 2019 una versione italiana del sito, denominata Mashable Italia; il primo articolo è un'intervista a Mahmood.

## Proprietari
- Pete Cashmore (2005 - 2017)
- Ziff Davis (dal 2017)